# Associazione Calcio Trento 1997-1998
Questa pagina raccoglie le informazioni riguardanti l'Associazione Calcio Trento nelle competizioni ufficiali della stagione 1997-1998.

## Risultati

### Campionato

#### Poule scudetto
| Trento 20 maggio 1998, ore 16:30 CEST 2ª giornata                   | Trento    | 0 – 3 referto                     | Sanremese | Stadio Briamasco |
| \| \| \| \| \| \| Marcatori \| 11’ Notari 53’ Bifini 56’ Spatari \| |           |                                   |           |                  |
|                                                                     |           |                                   |           |                  |
|                                                                     | Marcatori | 11’ Notari 53’ Bifini 56’ Spatari |           |                  |

| Arbitro: | Acarrer |

|                                    |           |                           |
| Scienza 21’ Siazzu 51’ Paladin 80’ | Marcatori | 30’ Callegari 64’ Orlandi |